# Carlos Guerrero Santiago
Carlos Guerrero Santiago (Madrid, 8 de setembre de 1967) és un exfutbolista madrileny, que ocupava la posició de migcampista.

## Trajectòria
Format al planter de l'Atlètic de Madrid, milita a Segona Divisió amb l'equip B. Arriba a debutar amb el primer equip matalasser, però no a la competició de Lliga. La temporada 91/92 debuta a primera divisió amb el Reial Valladolid, tot jugant 11 partits. Durant la dècada dels 90 va militar en nombrosos equips de Segona B, tret de la temporada 94/95, en la qual retorna a la categoria d'argent amb el Getafe CF, sumant 33 partits i cinc gols.
Després de retirar-se, ha ocupat posicions de l'equip tècnic del Getafe CF, com a secretari tècnic o director del futbol base.

### Equips
- 86/91 Atlético de Madrid B
- 88/91 Atlètic de Madrid
- 91/92 Reial Valladolid
- 92/93 CP Cacereño
- 1993 Getafe CF
- 1994 Racing de Ferrol
- 94/95 Getafe CF
- 95/96 Llevant UE
- 96/98 Racing de Ferrol
- 98/99 Reial Múrcia
- 99/00 Talavera
- 00/01 Mérida
- 01/02 CD Toledo
- 02/03 San Sebastián de los Reyes
- 03/04 Atlético Pinto